# Forges de Varenne
Les forges de Varenne, situé sur la commune de Champsecret, dans le département français de l'Orne, sont un ancien établissement industriel actif de la fin du XVIe siècle à 1866. Il s'agit de l'établissement normand le plus représentatif du procédé wallon (indirect), et l'un des sites les mieux conservés d'Europe. Il est classé monument historique en 1987.

## Historique

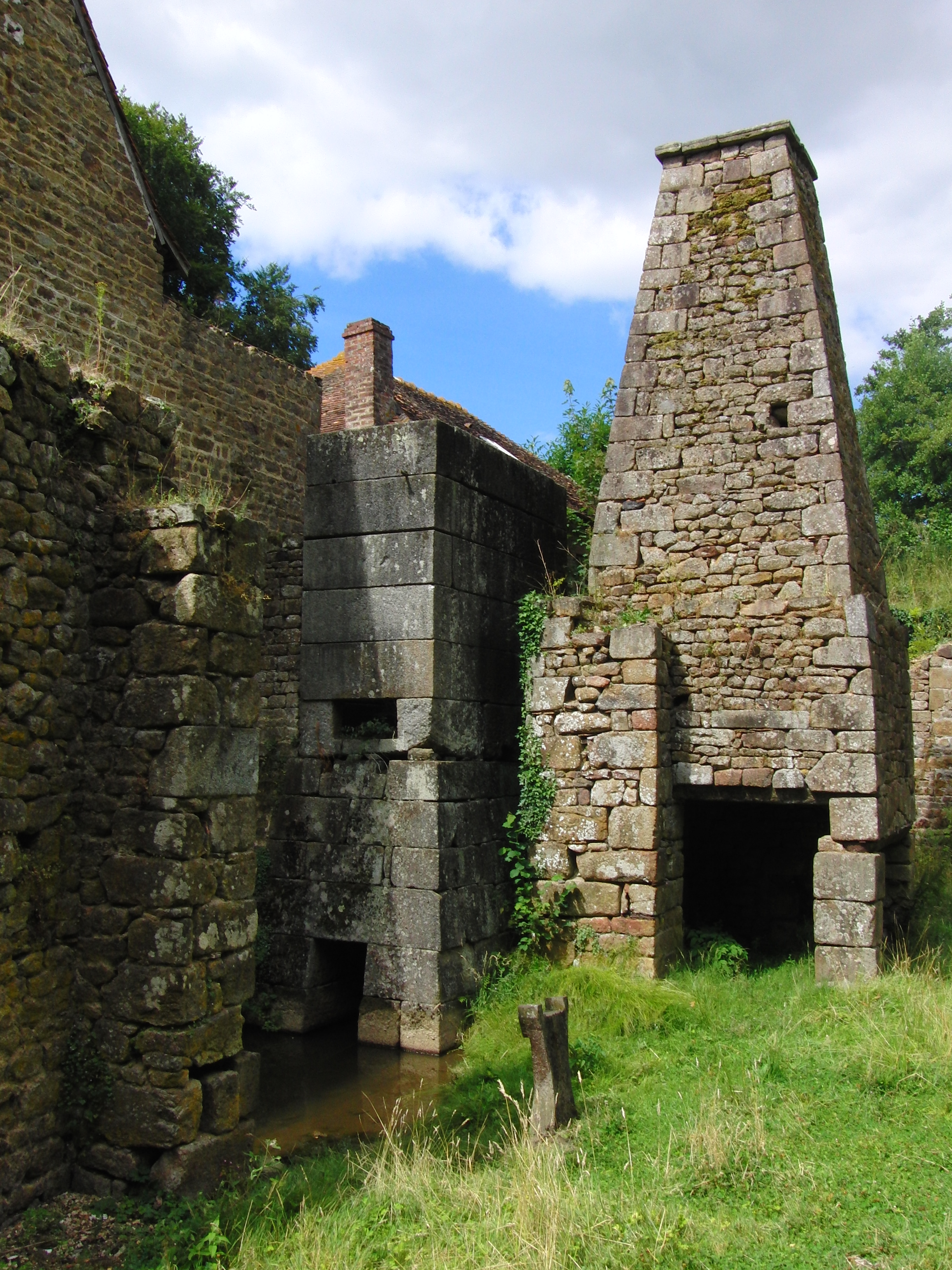
Cheminée de la chaufferie.

La forge, dont certains éléments sont attestés dès 1586 et 1614, est acquise par Louis Berryer en 1671. Le haut fourneau est construit en 1767 par Chanconel. Diverses modifications sont effectuées en 1806 et 1844 avant que les forges ne ferment en 1866. Avant la Révolution française, l'établissement dépendait de la seigneurie de La Ferrière.
Pour l'essentiel, le fer qu'on y fabriquait, dit « cassant à froid », était, comme au Moyen Âge, vendu sur le marché de Domfront. Les artisans de Tinchebray, Chanu, Lonlay-l'Abbaye, la Chapelle-Biche, Yvrandes et Beauchêne le transformaient en fer à cheval, en serrures et en clous.
L'énergie est apportée par deux bassins de retenue, l'un pour la fenderie et l'autre pour la forge et le fourneau. Les lourdes pièces de fonte étaient transformées dans l'affinerie. Dans le magasin à fer, on entreposait les barres avant qu'elles ne soient traitées à la fenderie, ainsi que les bottes de verges qui sortaient de cet atelier. Dans la fenderie, on procédait au réchauffage des barres de fer martelées à l'affinerie avant de les découper et les aplatir. Le fer en verges était destiné à être transformé en clous.
Un logement ouvrier près de l'affinerie est le seul vestige d'un ensemble plus important qui s'alignait en bordure du chemin menant à la chapelle des forgerons, avec les statues de saint Éloi, patron des forgerons, et de sainte Anne, patronne des mineurs. Un moulin et le château complètent le site.

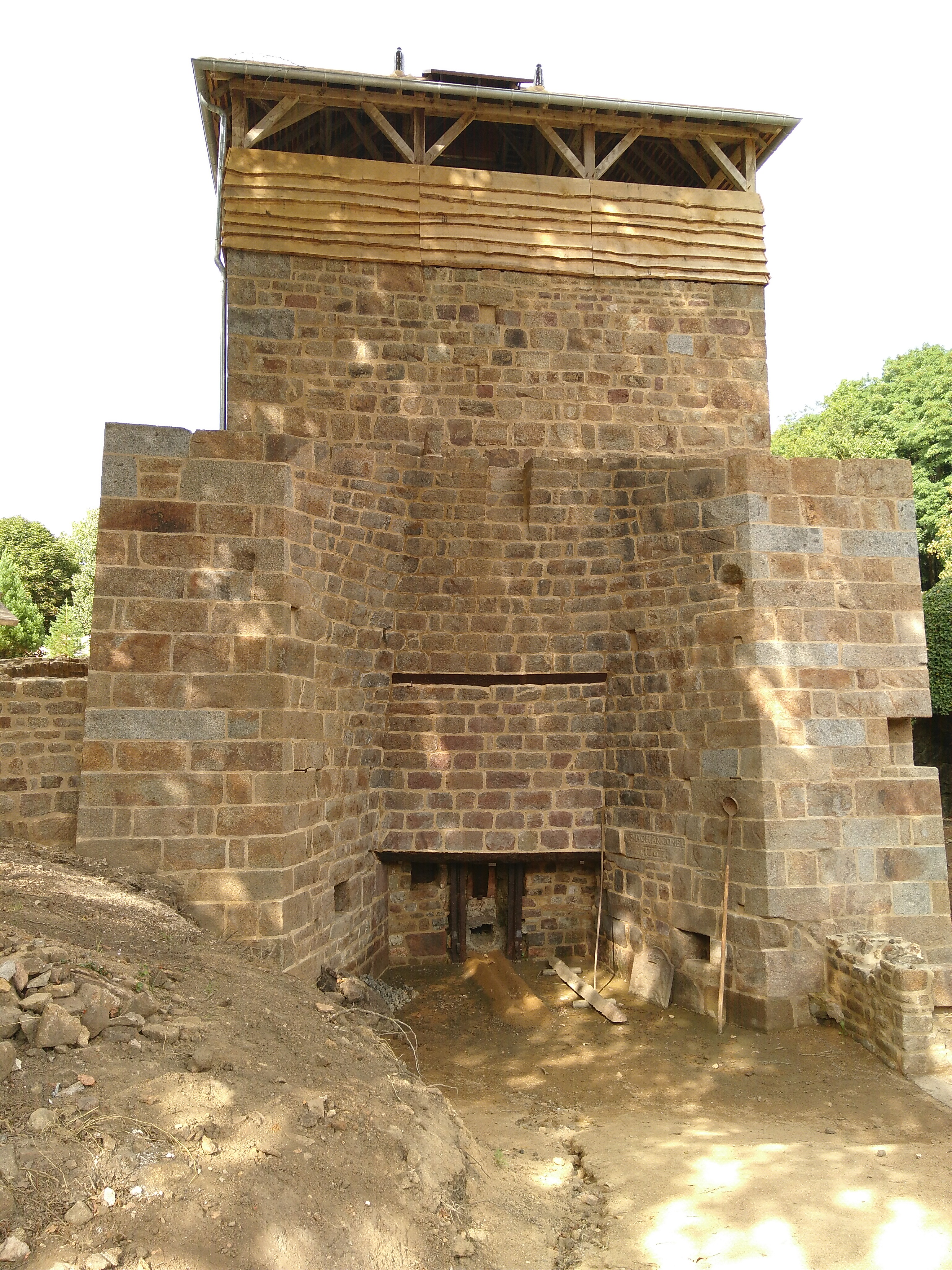
Haut-fourneau.
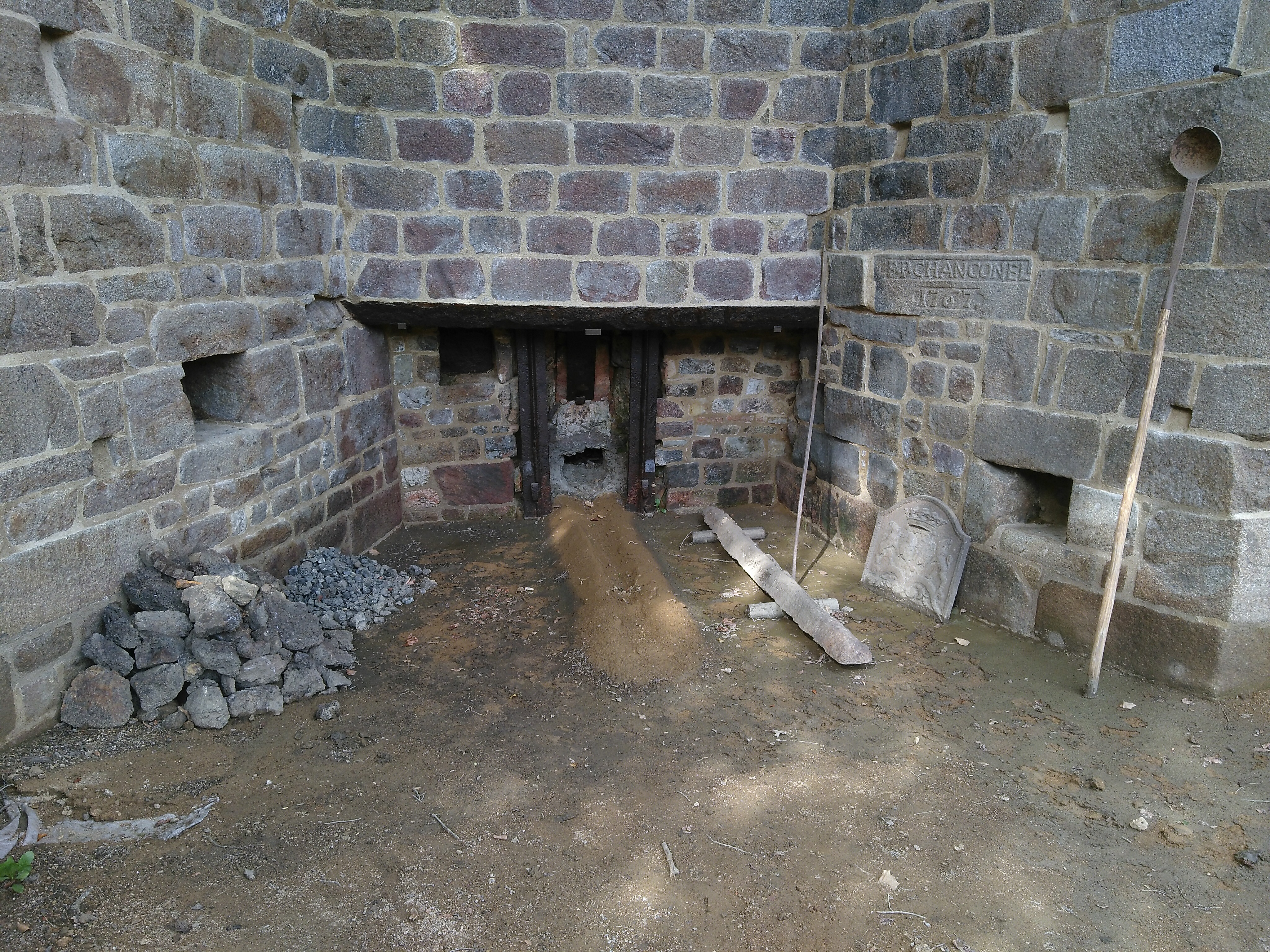
Trou de coulée du haut-fourneau.
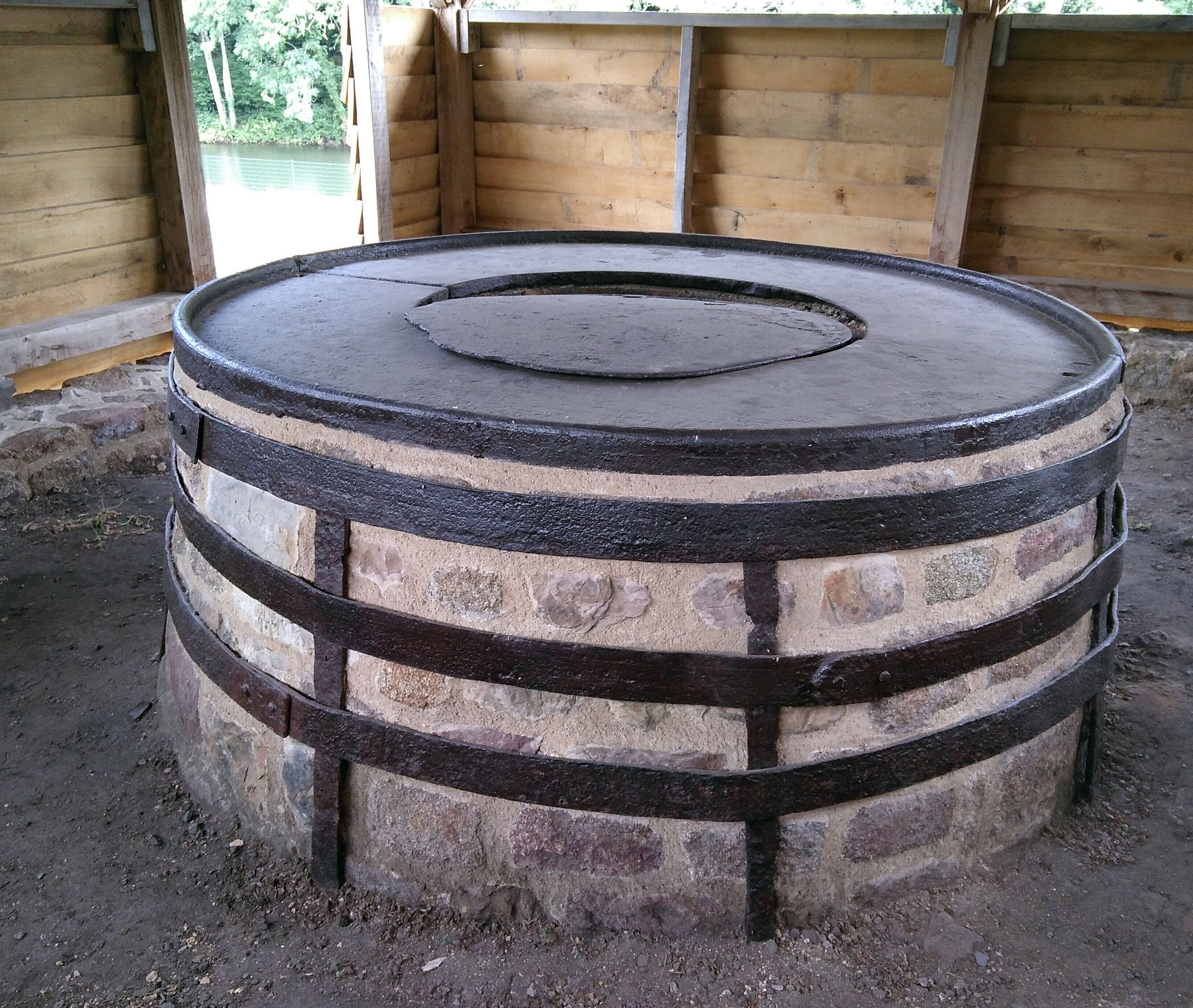
Gueulard du haut-fourneau.
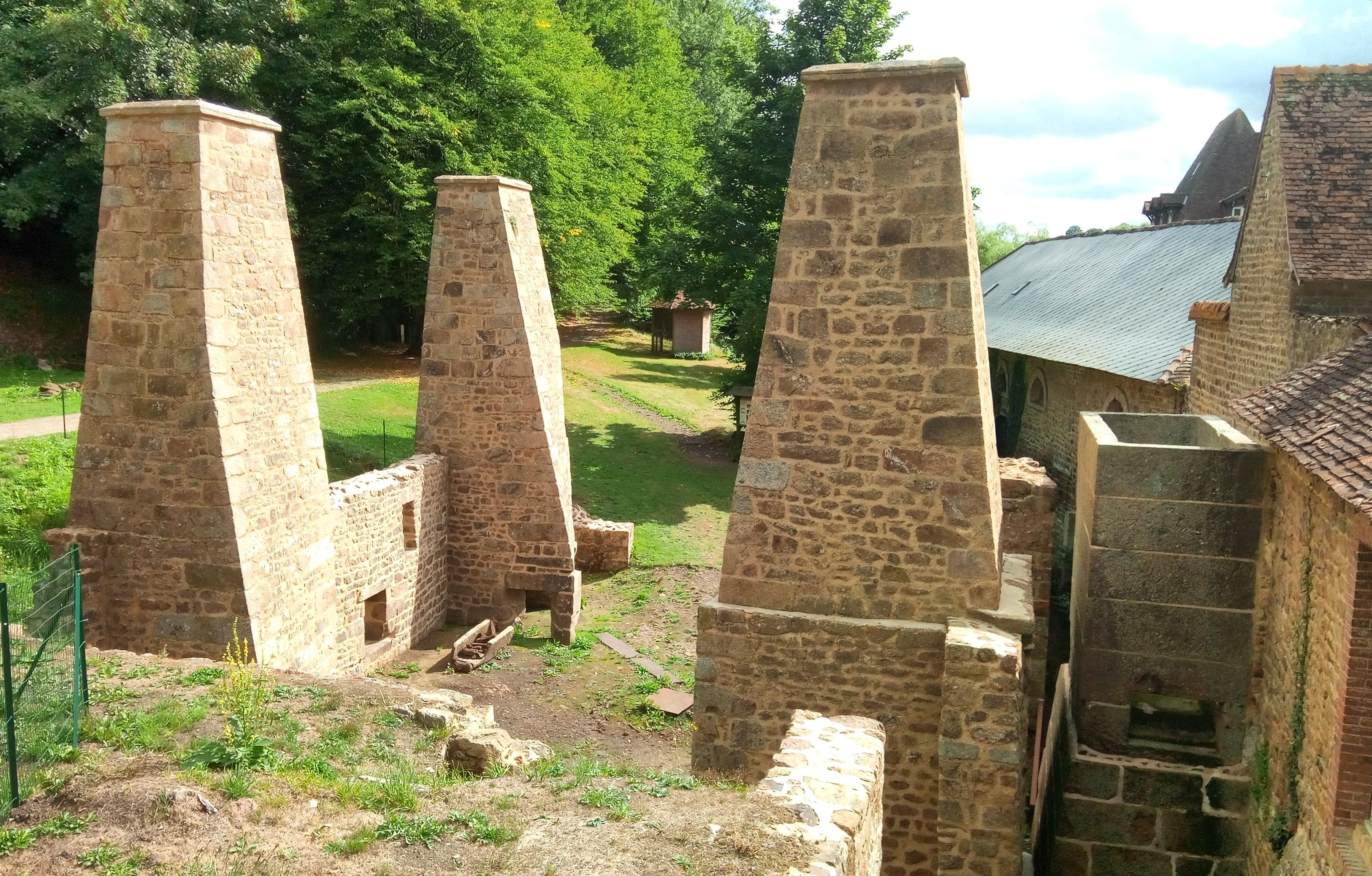
Affinerie.
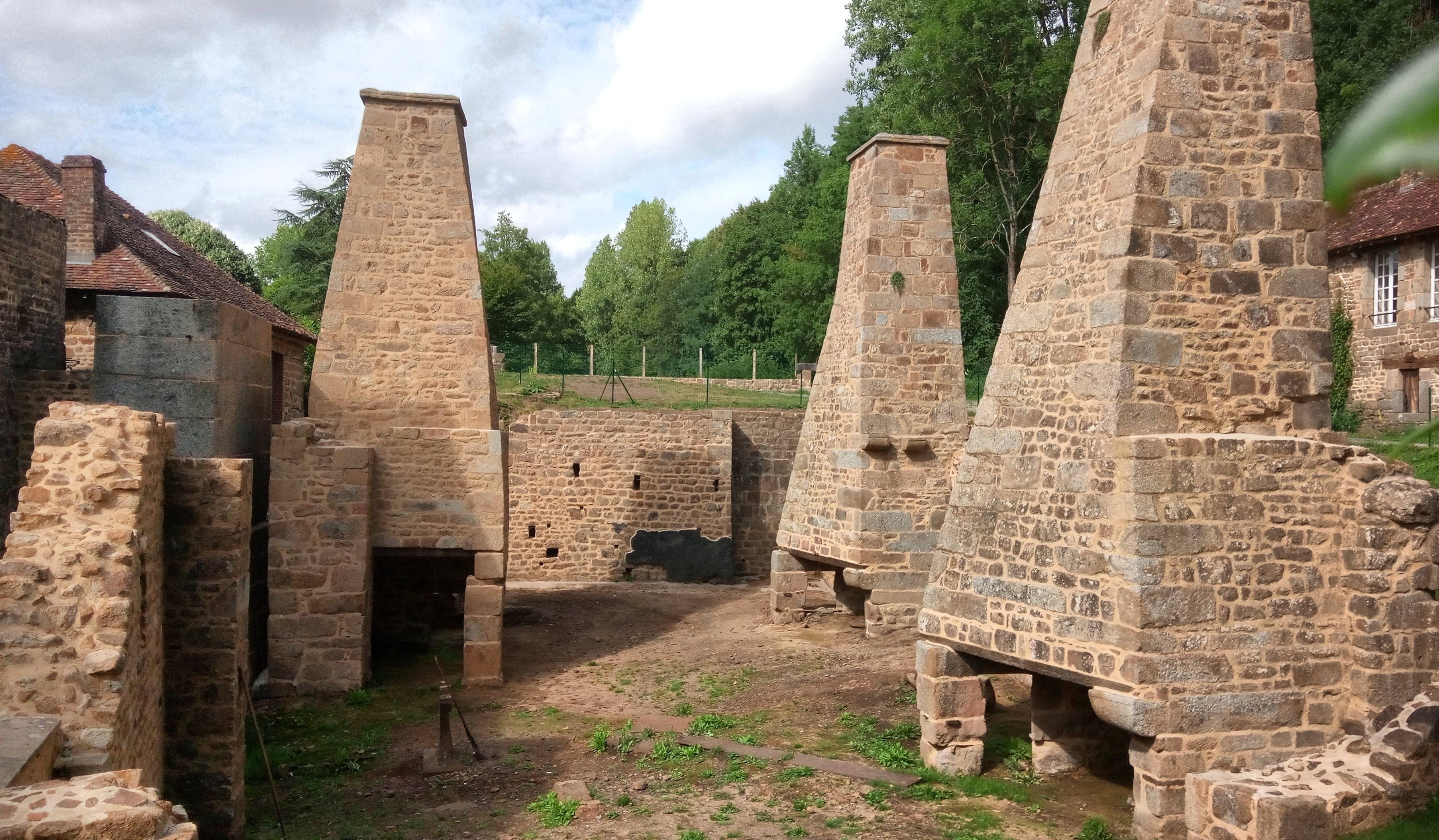
Affinerie.
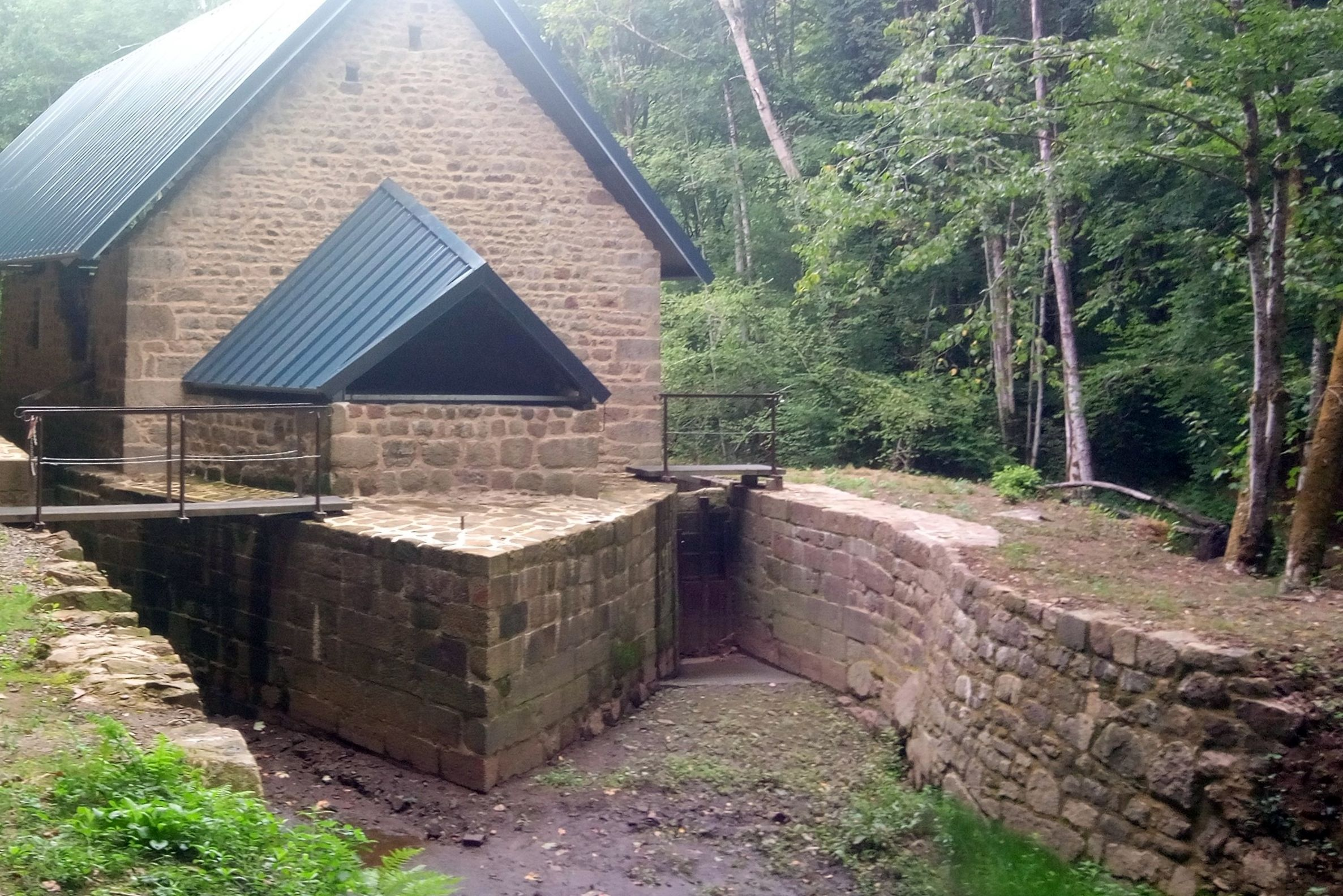
Fenderie.
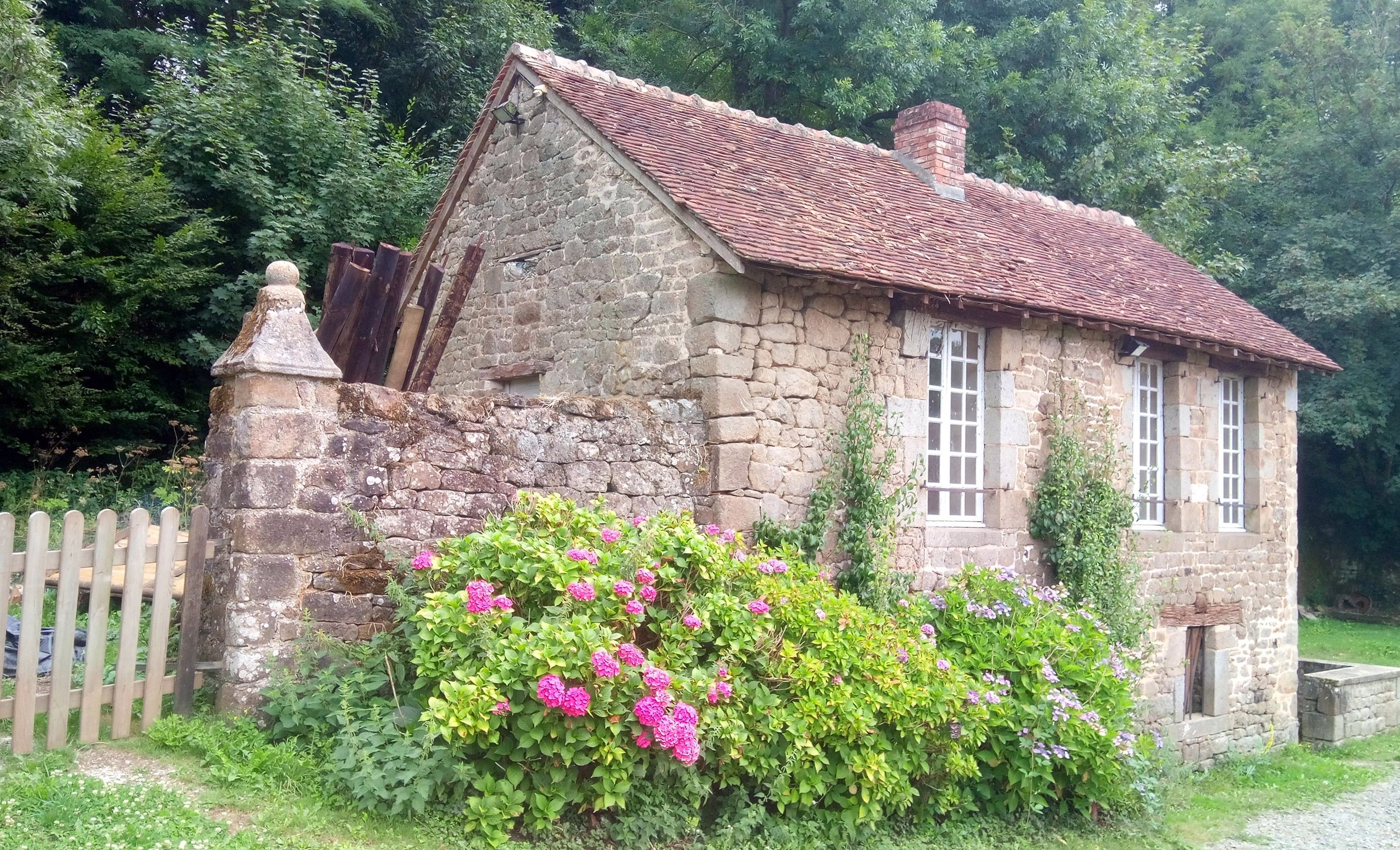
Maisons d'ouvriers.
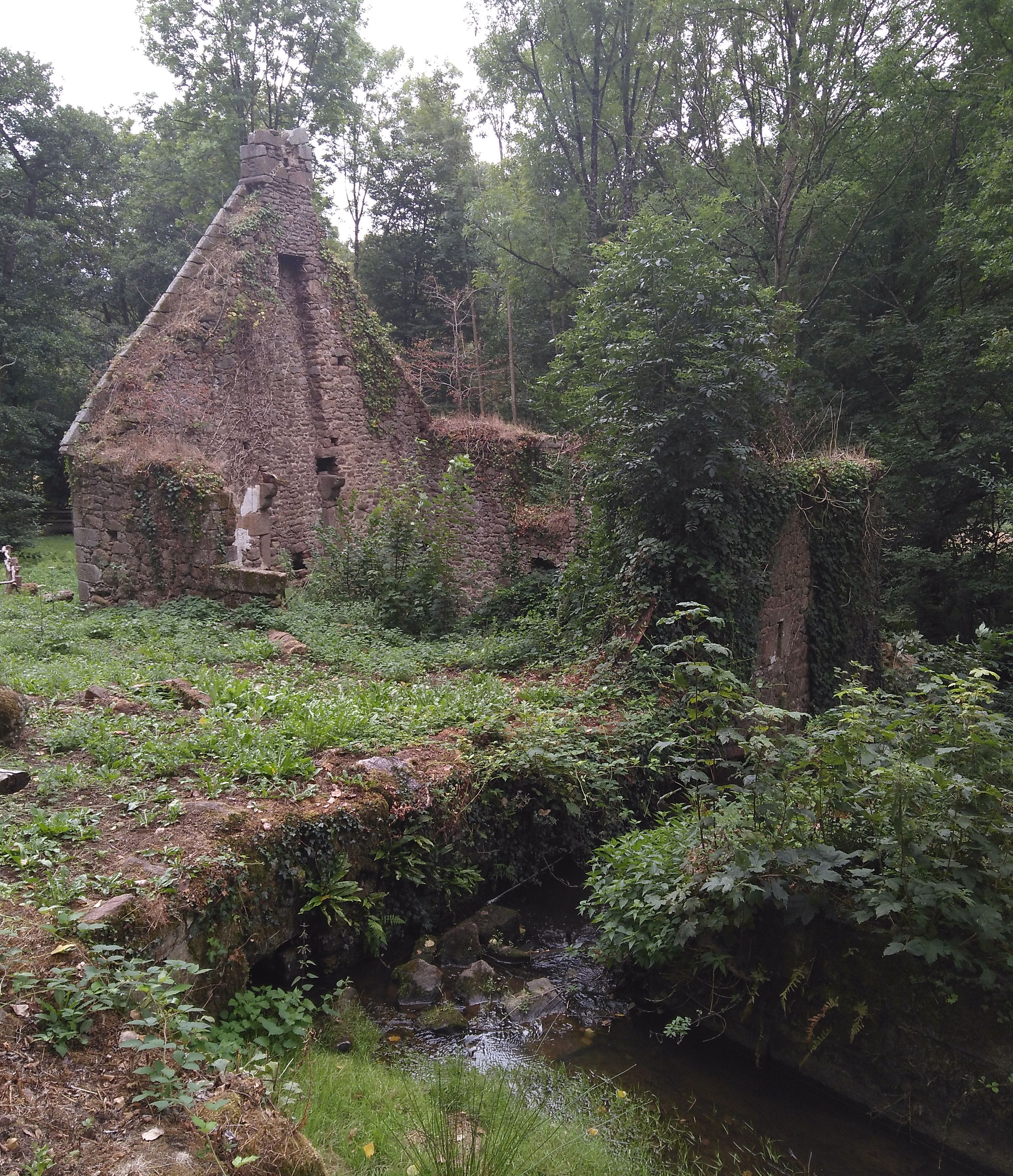
Moulin.
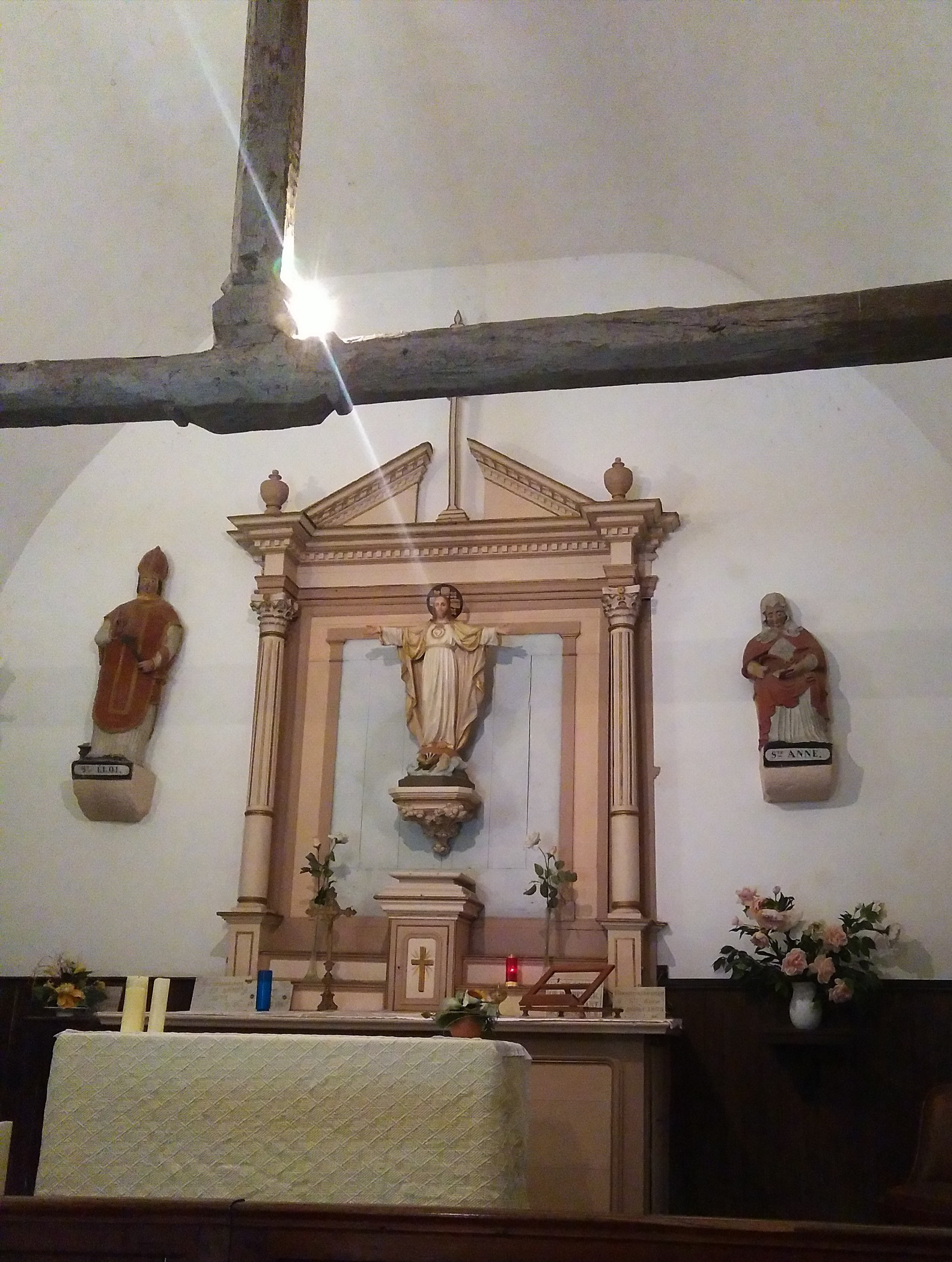
Statues saint Éloi et sainte Anne.

### Les maîtres de forges
Plus d'une douzaine de maîtres de forges sont recensés depuis le XVIIe siècle : 
- Jean Pierre sieur de la Croix (1614-1628),
- Georges Boullay, sieur de la Bissonière (1620-1625),
- Zacharie Chouet, sieur de Courteilles (1633-1634),
- Martin De La Touche, sieur de la Gaudinière (1638-1640),
- François Alexandre, sieur de la Rivière (1664-1678), Michel Alexandre (1678-1708),
- Lefrère de Beauval (1631),
- François Poisson et Louis Lebon (1735),
- Jean-Baptite Alexandre (1748),
- Jean Jacques Goblin (1755-1764),
- Charles François Du Bosquier (1772-1776),
- François Collet De Saint-James (1776-1778),
- François Gabriel Collet De Saint-James (1781-1790).

En 1790, une société composée de Charles Dumesnil Dubuisson (de la Lande-Patry), Denis et Gilles Chancerel (de Chanu et Tinchebray), Pierre Calais et ses frères (de Condé-sur-Noireau) loue pour 9 ans et 40 000 Livres par an, les forges de Halouze et Varenne au comte de Flers. Les Chancerel sont issus d'une longue dynastie de marchands-fabricants de Chanu. Gilles Chancerel est le premier président du tribunal de commerce de Tinchebray, créé pendant la Révolution ; ses descendants continuent à briller dans les mêmes activités, au premier rang, tout au long du XIXe siècle.
En 1798, deux associés, Jean Baptiste Delaroche, négociant à Caen et Jean-Gilles Delarue, homme de loi et notaire public de Clinchamps, louent au citoyen Ango, à Caen deux grosses forges (Halouze et Varenne), trois fermes, fourneaux et fenderies, neuf coupes de bois pour 40 000 livres par an. En 1799, on trouve mention de M. Morin puis, en 1804, de M. Bogeard.

### Propriétaires-exploitants
Jean Sigismond Ehrenreich de Redern Bernsdorf, diplomate franco-prussien, achète les forges de Varenne et de Champsecret, Cossé et Bagnoles en 1806 ; il fait reconstruire celles de Varenne et Cossé. Puis suivent : Pierre Jean Joly de Tillière (1814), Schnetz et Thirion (1818), Thiron (exploitant : Lhermenant, 1836), René Catois (1848-1853), Pierre Niaux (1853), Pierre Niaux et Eugène Cabrol (1855). La production de fer cesse en 1850. Pierre Niaux, filateur, demande, en 1854, l'autorisation d'installer une filature de coton, mais le projet n'a vraisemblablement pas de suite.

## Patrimoine industriel
Les forges de Varenne sont classées monument historique depuis le 16 juillet 1987. Un important dossier figure dans l'inventaire général du Patrimoine industriel de Basse-Normandie - Patrimoine industriel de l'Orne ,. Plusieurs objets mobiliers sont classés le 27 mars 1990 au titre des objets des monuments historiques : une trentaine de lots sont ainsi protégés, parmi lesquels une collection d'objets métallurgiques de la forge, un chaudron, des balances, ainsi que les statues saint Éloi et sainte Anne de la chapelle.
Les lieux sont rachetés dans les années 1990 par l'association Vivre en famille. Depuis 2003, l'association Le Savoir et le Fer (chargée de promouvoir le patrimoine minier) organise des visites guidées des forges. De vastes travaux de restauration, d'un montant de 1 253 407 euros, sont lancés en 2018 ; l'opération bénéficie d'un coup de projecteur avec l'inscription du projet sur la liste du Loto du patrimoine. Les travaux de restauration du haut-fourneau, de l'affinerie et de la fenderie sont achevés en 2022,.